# Constance Maynard
Constance Louisa Maynard, née à Highbury le 9 février 1849 et morte le 26 mars 1935, est une pionnière de l'éducation des femmes et la première principale du Westfield College, de 1882 à 1913. Elle est également la première étudiante en philosophie de l'université de Cambridge.

## Biographie
Constance Maynard est la fille de Henry Maynard, négociant originaire d'Afrique du Sud, et de Louisa Hillyard, aux origines huguenotes. Elle est éduquée à domicile, à Hawkhurst, dans le Kent, à l'exception d'une année où elle est pensionnaire de la Belstead School à Ipswich, dans le Suffolk,,.
En 1872, à l'âge de 23 ans, Constance Maynard s'inscrit à l'université pour femmes Hitchin College, à Benslow House, près de Cambridge, qui deviendra le Girton College un an plus tard. Elle est la première femme à passer les « tripos » en sciences morales et philosophiques, et obtient une équivalence du diplôme de licence en 1875.
Elle travaille ensuite au Cheltenham Ladies' College, puis en 1877, participe aux débuts de la St Leonards School (en), une école de filles située à St Andrews en Écosse, dont Louisa Lumsden prend la direction.
En 1880, elle rejoint l'un de ses frères à Londres et s'inscrit à la Slade School of Fine Art, tout en travaillant à un projet de collège pour femmes, avec notamment Ann Dudin Brown. Constance Maynard devient principale (« mistress ») en mai 1882 du Westfield College. Le collège ouvre en octobre 1882, dans deux maisons privées de Hampstead, avec deux membres permanents et cinq étudiantes. Il est l'une des premiers collèges féminins anglais et le premier à délivrer des diplômes aux femmes. Seules les élèves anglicanes et pensionnaires sont acceptées.
Constance Maynard dirige Westfield pendant 33 ans, jusqu'à sa retraite en 1913. Le collège compte alors environ 500 étudiantes. Elle est remplacée par Agnes de Selincourt. 
Elle représente l'association des anciennes élèves au conseil d'administration du Girton College, et participe au conseil exécutif de la Société des écoles de l'Église anglicane. Elle écrit des poésies et des livrets d'édification spirituelle, ainsi qu'une autobiographie inédite. En 1888 elle adopte un fils.
Constance Maynard meurt chez elle, à Gerrards Cross, dans le Buckinghamshire, le 26 mars 1935, et est enterrée à l'église paroissiale le 29 mars. Elle lègue 1 500 £ à Westfield pour la création d'une bourse d'études.

## Publications
- Between College Terms, 1910
- The Religious Training of Immaturity, National Sunday School Union, 1923
- The Kingdom of Heaven is like..., RTS, 1924
- We Women. A Golden Hope, Morgan et Scott, 1924
- The Perfect Law of Liberty, RTS, 1925
- Dora Greenwell: a prophet for our own time on the battleground of our faith, 1926
- Progressive Creation, SPCK, 1927
- Then shall we know, SPCK, 1927
- The Prophet Daniel and other essays, Morgan et Scott 1927